# کبیر سینگ
کبیر سینگ (به هندی: Kabir Singh) فیلمی محصول سال ۲۰۱۹ و به کارگردانی ساندیپ وانگا است. در این فیلم بازیگرانی همچون شاهد کاپور، کیارا ادوانی، آرجان باجوا، سورش اوبروی، عادل حسین، نیکیتا دوتا، کامینی کاشال ایفای نقش کرده‌اند. این فیلم پرفروش تر از فیلم بهارات سلمان خان که مگااستار بود. بودجه فیلم ۵۰ کرور و فروش فیلم ۲۷۰ کرور است که با این فروش آل تایم بلاک باستر شد.